# Abdullah Sulaiman
Abdullah Sulaiman, né le 15 novembre 1973, est un footballeur saoudien.